# Alfred-Isidore Méroux de Valois
Alfred-Isidore Méroux de Valois (Flixecourt, 11 décembre 1819 - Le Vésinet, 26 février 1888) est un médecin et diplomate français.

## Biographie
Son père était médecin et peu fortuné ; il exerça sa profession à Boves, petit village des environs d'Amiens, mais durant peu de temps car il fut emporté par la tuberculose à l'âge de 34 ans.
Alfred fit ses études médicales à l'école de médecine et à l'Hôtel-Dieu d'Amiens à l'époque où enseignaient MM. Barbier, Tavernier, Fevez (chef de travaux anatomiques), Thuillier (professeur d'accouchement), Boucher (professeur suppléant de pathologie externe), Pauquy (professeur de chimie et de pharmacie), Josse, Rigollot, Alexandre, M. Barbier était le directeur de l'école – il le fut de 1822 à 1855 - ; M. de Valois dira de lui plus tard : « beau médecin, formes aristocratique, auteur de plusieurs ouvrages estimés, homme excellent » ; il dira des autres : « hommes du plus grand mérite, homme de science et tous bons, honnêtes et modestes ».
L'élève Alfred de Valois passa son premier examen de médecine le 20 août 1839. M. Fevez faisait partie du jury. Il fut reçu avec la mention très satisfait. Il affronta le deuxième examen le 18 août 1840. M. Tavernier était dans le jury. Cette fois, il reçut une mention non satisfait. Le 2 février 1841 il repassa son deuxième examen. M. Tavernier figurait encore dans le jury. Le jeune Alfred-Isidore fut admis peu brillamment avec la mention médiocrement satisfait.
Quelques mois plus tard il quittait l’École d'Amiens. Ayant le goût des voyages lointains il désira devenir médecin dans la marine royale. Le 12 mai 1841, le vice-amiral préfet-maritime de Brest, sur la proposition du Conseil de santé et après l'examen de capacité subi en ce port, le nommait chirurgien auxiliaire de 3e classe et lui ordonnait d'embarquer sur la frégate La Calypso.
Pendant sept années Alfred de Valois vogua sur les mers. Il visita de nombreux pays, il vit beaucoup de gens, beaucoup de peuples. Il accumula maintes observations et réflexions ; il acquit ainsi une grande connaissance de l'humanité.
En juin 1848 à la demande du chansonnier Béranger, dont l'ascendance paternelle était picarde et qui était son ami, il fut nommé chancelier de 1re classe au consulat français de Guatemala.
À Guatemala il épousa une jeune femme appartenant à une famille très distinguée du pays et dont le grand-père avait été gouverneur général de l’État du Salvador au temps de la domination espagnole. Elle avait toutes les qualités de cœur et d'esprit. Elle lui donna un grand nombre d'enfants : sept filles et trois garçons. L'un des fils seulement survécut : Alfred-Louis Méroux de Valois qui devint diplomate et mourut en 1926.
M. de Valois rentra en France en 1850. Durant les trente-trois années de sa carrière de diplomate il occupa au titre de consul divers postes où il rendit de précieux services à la France. C'était de petits postes mais qui eurent de l'importance à l'époque où il s'y trouvait car ce fut à des moments critiques et difficile. C'est ainsi qu'il était à Trébizonde pendant la guerre de Crimée, à Kiel pendant la guerre des Duchés (Schleswig-Holstein). C'est en juillet 1853 qu'il fut nommé chancelier à Trébizonde. En 1855 il vint occuper le poste de Varsovie et en janvier 1858 il fut nommé vice-consul à Kiel. Puis par décret du 18 mai 1864, il est nommé chevalier de la Légion d'honneur.
M. de Valois était encore à Kiel lorsque éclata la guerre de 1870. Il rentra après tous ses collègues d'Allemagne et eut beaucoup de peine à regagner la France et sa capitale. Durant la guerre il servit dans la garde nationale et participa à la défense de Paris.
En novembre 1871, M. de Valois fut nommé consul à Rio de Janeiro. Il rendit à ce poste l'honorabilité qu'il n'avait plus et au cours de deux graves épidémies de fièvre jaune il ne cessa de visiter les hôpitaux et les ambulances, prodiguant encouragements et secours aux victimes. Dès son arrivée à Rio il avait organisé une souscription pour aider à la libération du territoire français. Elle réussit parfaitement ; il put envoyer 35 000 francs à Paris. On ne le remerciera jamais ; on ne lui accusa même pas réception de cette coquette somme.
En 1877, M. de Valois fut nommé à Buenos Aires. Là, comme à Rio, il rendit au consulat français la réputation qu'il n'avait plus. En 1880 on le nomma à Lisbonne, en 1881 on lui donna le titre de consul général et au mois d'octobre de la même année il fut mis à la retraite. Il avait 62 ans.
Dans les divers postes qu'il occupa, M. de Valois donna toute sa mesure de diplomate avisé et d'observateur sagace. Il annonça la guerre de 1870 bien avant qu'elle ne survînt. Il était le seul Français à bien connaître la complexe question des Duchés. Il écrivit même un important ouvrage de critique historique sur cette question. Cette étude est demeurée manuscrite et lui fut achetée par le Ministère des Affaires étrangères.
M. de Valois aimait écrire - en vers et en prose. Il a publié un recueil de poésies en 1863 chez Hetzel : Papier perdu, et des récits de voyage chez Dentu en 1861 : Mexique, Havane et Guatémala. Notes de voyage. Il connaissait bien l'Amérique centrale. Il préconisa le percement d'un canal réunissant l'Atlantique au Pacifique à travers le Nicaragua. Il avait observé que dans la portion la plus étroite de cet État existait déjà l'amorce importante d'un canal naturel formé par le lac Nicaragua et le río San Juan. Il eût été peu coûteux et facile de le compléter. M. de Valois tenta d'intéresser le roi de Hollande à son projet. Il échoua.
Auteur : M Victor Doiteau    « Un médecin picard du siècle dernier », extrait de la Picardie Médicale de novembre 1929.